# Cleonia
Cleonia, monotipski biljni rod iz porodice medićevki, raširen po zapadnom Mediteranu (Alžir, Maroko, Tunis, Španjolska, Portugal). Jedina vrsta je jednogodišnja biljka C. lusitanica. 

## Sinonimi
- Cleonia punica Beauverd
- Prunella lusitanica L.
- Prunella odorata Lam.